# In the Flesh (píseň, Pink Floyd)
„In the Flesh“ (pracovní název The Show) je jedenadvacátá skladba z rockové opery The Wall od anglické progresivně rockové skupiny Pink Floyd, vydané v roce 1979.

## Sestava
- David Gilmour – kytara, ARP quadra sequencer
- Nick Mason – bicí
- Roger Waters – zpěv, baskytara
- Bruce Johnston – doprovodný zpěv
- James Guthrie – ARP quadra sequencer
- Freddie Mandell – varhany
- Bob Ezrin – syntezátor
- Joe Chemay – doprovodný zpěv
- Stan Farber – doprovodný zpěv
- Jim Haas – doprovodný zpěv
- John Joyce – doprovodný zpěv
- Toni Tennille – doprovodný zpěv